# Grüne Erde (Unternehmen)
Grüne Erde GmbH ist ein österreichisches Unternehmen mit Sitz in Scharnstein im Almtal in Oberösterreich, das sich auf die Herstellung von und den Handel mit ökologischen, nachhaltigen und sozial fairen Produkten spezialisiert hat. Aktuell betreibt das Unternehmen drei eigene Produktionsstätten in Österreich sowie 14 Shops in Österreich und Deutschland.
Das Sortiment von Grüne Erde umfasst etwa 5300 Produkte und gliedert sich in die Bereiche Wohnen und Schlafen (Möbel, Matratzen, Schlaf- und Heimtextilien), ökologische Mode und Naturkosmetik.

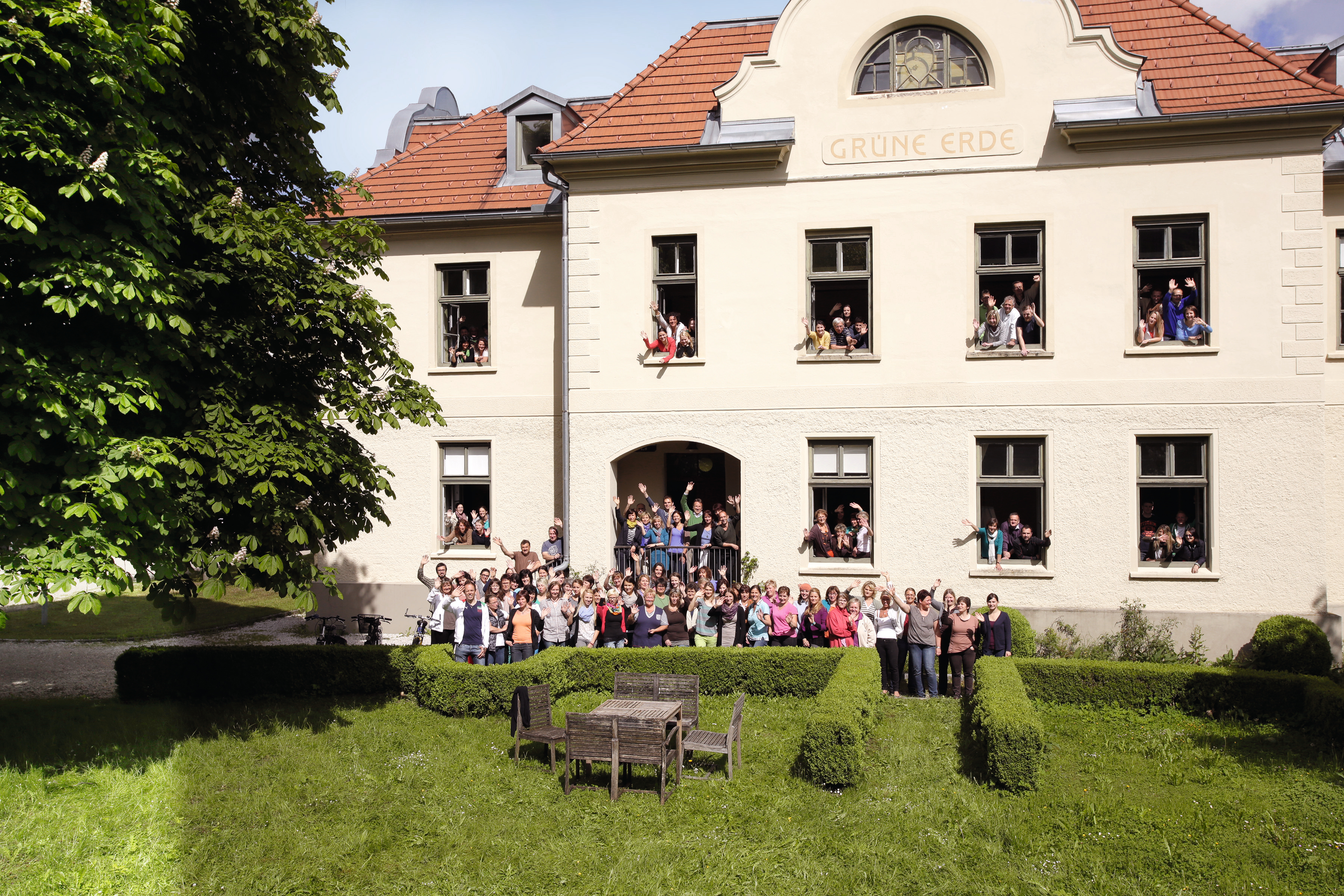
Die Unternehmenszentrale in Scharnstein, 2013

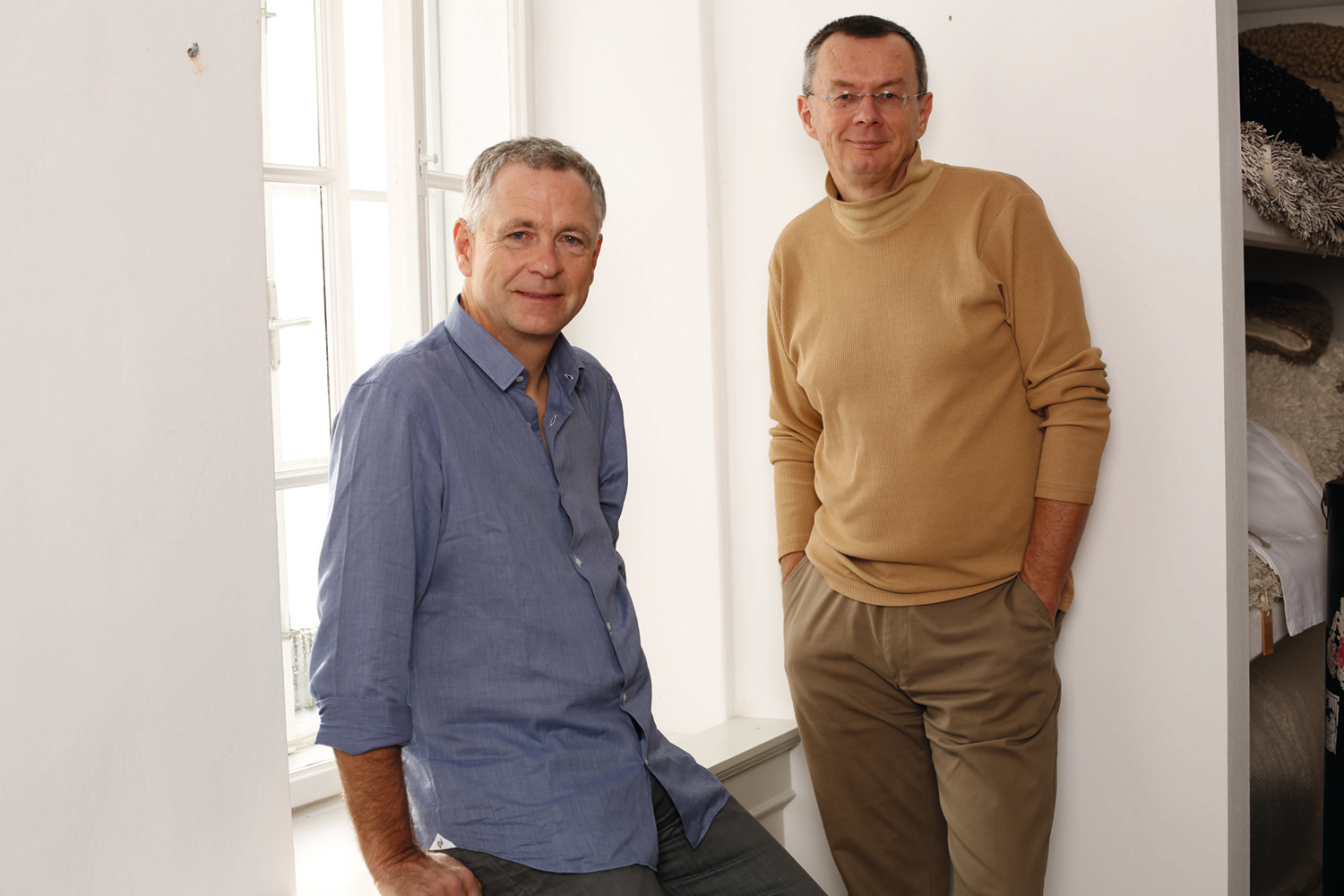
Die geschäftsführenden Gesellschafter Reinhard Kepplinger und Kuno Haas

## Geschichte
Gegründet wurde das Unternehmen im Jahr 1983 von Karl Kammerhofer in Scharnstein im oberösterreichischen Almtal. Als Mitglied der jungen Grün-alternativen Bewegung strebte er eine alternative, ökologische und soziale Form des Wirtschaftens an.
1993 übergab Kammerhofer das Unternehmen an den Mitarbeiter Reinhard Kepplinger und dessen Studienfreund Kuno Haas. Die beiden leiten das Unternehmen seither als geschäftsführende Gesellschafter.
Im Dezember 1994 bezog das Unternehmen seine heutige Unternehmenszentrale, die Schraubenhaus genannte ehemalige Sichelschmiede der Redtenbacher-Werke im Ortszentrum von Scharnstein. 1999 werden die beiden historischen Nachbargebäude von Grüne Erde gekauft, renoviert und als Büro- sowie Verkaufsräume genutzt.
Im Geschäftsjahr 2014/15 betrug der Jahresumsatz 39,7 Millionen Euro, im Geschäftsjahr 2019/20 66 Millionen Euro. Heute beschäftigt Grüne Erde rund 500 Mitarbeitende, davon etwa 80 Prozent Frauen.

## Sortiment und Vertrieb

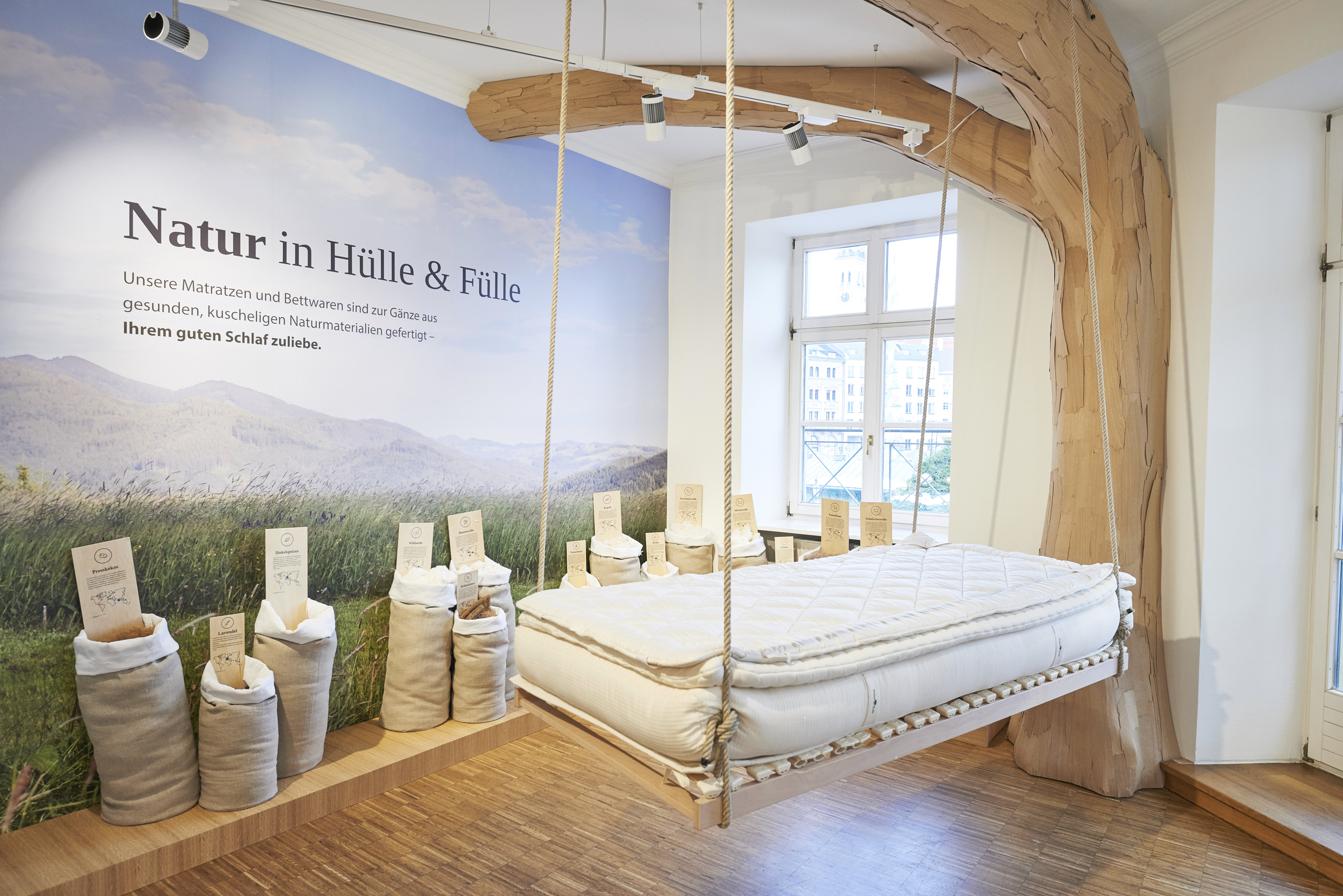
Die Schlafwelt im Shop München

Das erste Produkt im Jahr 1983 war die handgefertigte Naturmatratze „Weiße Wolke“. Im Laufe der Jahre wurde das Sortiment sukzessive erweitert: zunächst um Betten und Bettwäsche, dann Möbel sowie Wohn- und Koch-Accessoires, ab 2002 Naturkosmetik und ab 2010 schließlich ökologische Mode. Die Produkte werden ausschließlich über Kataloge, die 14 Grüne Erde-Shops in Deutschland und Österreich sowie – seit 2000 – über die eigene Homepage vertrieben.

## Unternehmensphilosophie
Grüne Erde verwendet nach eigenen Angaben „ausschließlich natürliche, nachwachsende Rohstoffe unter konsequentem Verzicht auf petrochemische Kunststoffe und genmanipulierten Substanzen“. Das Unternehmen ist seit 2010 GOTS-zertifiziert, die Naturkosmetik trägt das Natrue-Gütesiegel und sämtliche Matratzen das QUL-Siegel.
Im März 2015 hat sich das Unternehmen unter Hinweis auf den Datenschutz und seine Philosophie von den sozialen Netzwerken Facebook, Google+ und Twitter verabschiedet. Zudem verzichtet Grüne Erde eigenen Angaben zufolge bei der Programmierung seiner Homepage auf Google Analytics, externe Zählpixel oder Remarketing, um die Sicherheit der Kundendaten zu gewährleisten.

## Crowdfunding
Im Mai 2013 startete das Unternehmen nach dem Vorbild von Heini Staudinger und GEA das Beteiligungsmodell Crowdfunding, um die durch Basel III erschwerte Kreditvergabe durch Banken zu umgehen. Bis Februar 2015 sammelt Grüne Erde in Form von Nachrangigen Darlehen rund 7,7 Millionen Euro – nach eigenen Angaben das „erfolgreichste Crowdfunding-Modell Österreichs“.

## Auszeichnungen
Das Unternehmen wurde wiederholt für sein Produktdesign, sein ökologisches und soziales Engagement ausgezeichnet, unter anderem mit dem Green Product Award 2015, dem Betrieblichen Sozialpreis 2014, dem Oberösterreichischen Anerkennungslandespreis für Umwelt und Nachhaltigkeit 2014, dem ineo der Wirtschaftskammer Oberösterreich für vorbildliche Lehrlingsausbildung 2013 oder dem Red Dot Design Award 2010.